# Hellvisback
Hellvisback è il quarto album in studio del rapper italiano Salmo, pubblicato il 5 febbraio 2016 dalla Sony Music.

## Descrizione
Si tratta della prima pubblicazione dell'artista dopo il suo abbandono dalla Tanta Roba ed è costituito da tredici brani, di cui due hanno visto la partecipazione del batterista dei Blink-182 Travis Barker. Il titolo dell'album è un omaggio a Elvis Presley, riguardo al quale lo stesso Salmo ha spiegato in un'intervista concessa a Adnkronos:
In coda al brano strumentale Peyote è presente una traccia fantasma, intitolata Mr. Thunder, dove il rapper finge un ironico dialogo con il suo produttore.

## Promozione
Il 18 dicembre 2015 è stato presentato il primo singolo 1984, interamente composto dal rapper ed accompagnato dal relativo video musicale diretto dal team AC/DC, composto da Niccolò Celaia, Andrea Folino e Antonio Usberto. Il 27 gennaio 2016 è stato pubblicato come anticipazione all'album un doppio video che unisce i brani Io sono qui e Giuda, entrambi diretti da Folino e da Corrado Perria.
Hellvisback è stato commercializzato a partire dal 5 febbraio 2016 in edizione standard e deluxe, quest'ultima contenente anche un fumetto incentrato sull'omonimo personaggio raffigurato nella copertina, ed è stato promosso da un primo tour svoltosi nelle principali città italiane tra aprile e maggio, seguito in estate dall'Hellvisback Summer Tour, che ha visto la presenza di una live band. A distanza di appena una settimana dalla sua pubblicazione, l'album è stato certificato disco d'oro dalla FIMI per aver venduto oltre 25 000 copie, dato successivamente salito a 50 000 copie, garantendo pertanto il disco di platino; in contemporanea a quest'ultima certificazione, il singolo 1984 è stato certificato disco d'oro.
Il 17 maggio è stato presentato in anteprima sul sito di Rolling Stone Italia il video della nona traccia dell'album, L'alba, la quale è stata certificata disco di platino dalla FIMI sebbene non sia stata estratta come singolo.
Per celebrare il disco di platino ottenuto dall'album, il 25 novembre Salmo ha pubblicato una nuova versione dell'album denominata Hellvisback Platinum Edition e comprensiva di un secondo disco contenente due inediti, tra cui il singolo Don Medellín, e 13 brani eseguiti dal vivo.

## Tracce
1. Mic Taser – 3:08
2. Giuda – 2:18
3. Io sono qui – 3:00
4. 1984 – 4:11
5. Il messia (feat. Victor Kwality & Travis Barker) – 4:11
6. Daytona – 3:56
7. Bentley vs Cadillac (feat. Travis Barker) – 3:22
8. 7 AM – 2:27
9. L'alba – 2:56
10. Hellvisback – 4:36
11. La festa è finita – 3:14
12. Black Widow – 3:14
13. Peyote (feat. SBCR) – 9:32 – durata reale 3:49; dal minuto 4:57 comincia la traccia fantasma Mr. Thunder

CD bonus nell'edizione Platinum
1. Don Medellín (feat. Rose Villain) – 3:51
2. Title? (feat. Nitro & Axos) – 3:28
3. Mic Taser (Live) – 3:18
4. Giuda (Live) – 2:20
5. Io sono qui (Live) – 2:45
6. Daytona (Live) – 3:56
7. K-Hole (Live) – 2:16
8. 1984 (Live) – 4:18
9. Bentley vs Cadillac (Live) – 3:22
10. 7 AM (Live) – 2:25
11. L'alba (Live) – 2:52
12. Il messia (Live) – 4:14
13. Hellvisback (Live) – 5:36
14. La festa è finita (Live) – 3:36
15. Black Widow (Live) – 6:41

## Formazione
Musicisti
- Salmo – rapping, chitarra (traccia 10), batteria (traccia 13)
- Marco Azara – chitarra (tracce 4, 10 e 11)
- Victor Kwality – voce aggiuntiva (traccia 5)
- Travis Barker – batteria (tracce 5 e 7)
- Marco Manueddu – basso (tracce 7, 10 e 13)
- Gabriele Deiana – batteria (tracce 10 e 11)
- S.B.C.R. (The Bloody Beetroots) – chitarra (traccia 13)

Produzione
- Salmo – produzione (tracce 1, 4, 5, 7, 10, 11 e 13)
- Low Kidd – produzione (tracce 1, 7, 8, 9 e 11)
- Big Joe – produzione (tracce 2 e 3)
- Travis Barker – produzione (tracce 5 e 7)
- Stabber – produzione (traccia 6)
- Shablo – produzione (traccia 12)
- Marco Zangirolami – missaggio
- Andrè Suergiu – direzione artistica
- Simone Deiana – grafica
- Francesco Liori – illustrazione

## Classifiche
| Classifica (2016) | Posizione massima |
| ----------------- | ----------------- |
| Italia            | 1                 |